# Maria Ryl
Maria Marta Ryl z domu Marendziuk (ur. 23 maja 1909 we Wrocławiu, zm. 18 listopada 1982 w Łodzi) – pedagog, kierowniczka teatru, pionierka polskiego lalkarstwa.

## Życiorys
Ukończyła Seminarium Nauczycielskie im. Reja w Krakowie (1929), następnie do II wojny światowej pracowała jako nauczycielka, m.in. w Radzieżu. W latach 1946–1948 wraz z mężem – Henrykiem Rylem – wspólnie kierowała Teatrem „Groteska” w Krakowie. Para w 1948 zamieszkała w Łodzi, gdzie założyła wspólnie Teatr Lalek „Arlekin”. Maria Ryl pełniła początkowo funkcję kierownika administracyjnego teatru, a w sezonie 1952/1953 została kierownikiem nadzoru artystycznego, ponadto sprawowała opiekę pedagogiczną nad dziecięcą widownią teatru, oraz kierowała działalnością objazdową teatru „Arlekin”.
Została Pochowana w części rzymskokatolickiej Starego Cmentarza w Łodzi.

## Wyróżnienia
- Łodzianin Roku (1971)[4],
- Odznaka „Zasłużony Działacz Kultury” (1979)[7],
- Honorowa Odznaka Miasta Łodzi[8].